# Lista över fornlämningar i Ljungby kommun (Ryssby)
Lista över fornlämningar i Ljungby kommun (Ryssby) är en förteckning av ett urval av de fornlämningar som finns i Ryssby i Ljungby kommun.
| Namn                              | Lämningstyp         | Tillkomsttid | Historisk indelning | Plats        | Läge                 | ID-nr          | Bild                                      |
| --------------------------------- | ------------------- | ------------ | ------------------- | ------------ | -------------------- | -------------- | ----------------------------------------- |
| Ryssby 1:1                        | Stensättning        |              | Ryssby, Småland     |              | 56.910767, 14.155811 | 10074500010001 | Ladda upp en bild av detta fornminne      |
| Derarör (Ryssby 3:1)              | Stenkammargrav      |              | Ryssby, Småland     |              | 56.894532, 14.138776 | 10074500030001 | Ladda upp en bild av detta fornminne      |
| Ryssby 5:1                        | Gravfält            |              | Ryssby, Småland     |              | 56.906534, 14.141556 | 10074500050001 | Ladda upp en bild av detta fornminne      |
| Kärleksbacken (Ryssby 7:1)        | Gravfält            |              | Ryssby, Småland     |              | 56.905068, 14.137752 | 10074500070001 | Ladda upp en bild av detta fornminne      |
| Ryssby 8:1                        | Hög                 |              | Ryssby, Småland     |              | 56.904844, 14.140545 | 10074500080001 | Ladda upp en bild av detta fornminne      |
| Ryssby 8:2                        | Stensättning        |              | Ryssby, Småland     |              | 56.904758, 14.140400 | 10074500080002 | Ladda upp en bild av detta fornminne      |
| Ryssby 8:3                        | Stensättning        |              | Ryssby, Småland     |              | 56.905114, 14.140184 | 10074500080003 | Ladda upp en bild av detta fornminne      |
| Ryssby 12:1                       | Stensättning        |              | Ryssby, Småland     |              | 56.898925, 14.145691 | 10074500120001 | Ladda upp en bild av detta fornminne      |
| Ryssby 12:2                       | Röse                |              | Ryssby, Småland     |              | 56.898423, 14.145560 | 10074500120002 | Ladda upp en bild av detta fornminne      |
| Ryssby 13:1                       | Stenkammargrav      |              | Ryssby, Småland     |              | 56.896898, 14.159066 | 10074500130001 | Ladda upp en bild av detta fornminne      |
| Ryssby 14:1                       | Gravfält            |              | Ryssby, Småland     |              | 56.905169, 14.156783 | 10074500140001 | Ladda upp en bild av detta fornminne      |
| Ryssby 14:2                       | Gravfält            |              | Ryssby, Småland     |              | 56.904289, 14.156206 | 10074500140002 | Ladda upp en bild av detta fornminne      |
| Ryssby 15:1                       | Stenkammargrav      |              | Ryssby, Småland     |              | 56.913959, 14.166550 | 10074500150001 | Ladda upp en bild av detta fornminne      |
| Ryssby 15:2                       | Stensättning        |              | Ryssby, Småland     |              | 56.914109, 14.167109 | 10074500150002 | Ladda upp en bild av detta fornminne      |
| "Offerstenen" (Ryssby 17:1)       | Hällristning        |              | Ryssby, Småland     |              | 56.872494, 14.170808 | 10074500170001 | Ladda upp en bild av detta fornminne      |
| Ryssby 18:1                       | Gravfält            |              | Ryssby, Småland     |              | 56.863775, 14.160523 | 10074500180001 | Ladda upp en bild av detta fornminne      |
| Sm 39, Ryssbystenen (Ryssby 19:1) | Runristning         |              | Ryssby, Småland     |              | 56.864930, 14.161044 | 10074500190001 | Ladda upp en till bild av detta fornminne |
| Ryssby 19:2                       | Runristning         |              | Ryssby, Småland     | Ryssby kyrka | 56.515401, 14.094070 | 10074500190002 | Ladda upp en till bild av detta fornminne |
| "Solakullen" (Ryssby 21:1)        | Hög                 |              | Ryssby, Småland     |              | 56.882424, 14.164845 | 10074500210001 | Ladda upp en bild av detta fornminne      |
| Ryssby 30:1                       | Hög                 |              | Ryssby, Småland     |              | 56.907491, 14.158730 | 10074500300001 | Ladda upp en bild av detta fornminne      |
| "Källarholmen" (Ryssby 31:1)      | Borg                |              | Ryssby, Småland     |              | 56.825942, 14.171746 | 10074500310001 | Ladda upp en bild av detta fornminne      |
| Ryssby 35:1                       | Gravfält            |              | Ryssby, Småland     |              | 56.856600, 14.159340 | 10074500350001 | Ladda upp en bild av detta fornminne      |
| Sm 42 (Ryssby 38:1)               | Runristning         |              | Ryssby, Småland     |              | 56.851784, 14.161182 | 10074500380001 | Ladda upp en till bild av detta fornminne |
| Ryssby 39:1                       | Gravfält            |              | Ryssby, Småland     |              | 56.851456, 14.161477 | 10074500390001 | Ladda upp en bild av detta fornminne      |
| Ryssby 40:1                       | Gravfält            |              | Ryssby, Småland     |              | 56.850925, 14.161649 | 10074500400001 | Ladda upp en bild av detta fornminne      |
| Ryssby 42:1                       | Stenkammargrav      |              | Ryssby, Småland     |              | 56.818473, 14.141518 | 10074500420001 | Ladda upp en bild av detta fornminne      |
| Ryssby 43:1                       | Stenkammargrav      |              | Ryssby, Småland     |              | 56.824413, 14.116518 | 10074500430001 | Ladda upp en bild av detta fornminne      |
| Ryssby 44:1                       | Stenkammargrav      |              | Ryssby, Småland     |              | 56.826429, 14.123488 | 10074500440001 | Ladda upp en bild av detta fornminne      |
| Ryssby 45:1                       | Stenkammargrav      |              | Ryssby, Småland     |              | 56.828863, 14.133743 | 10074500450001 | Ladda upp en bild av detta fornminne      |
| Ryssby 47:1                       | Stenkammargrav      |              | Ryssby, Småland     |              | 56.804284, 14.102876 | 10074500470001 | Ladda upp en bild av detta fornminne      |
| Ryssby 50:1                       | Stenkammargrav      |              | Ryssby, Småland     |              | 56.853184, 14.107530 | 10074500500001 | Ladda upp en bild av detta fornminne      |
| Ryssby 55:1                       | Stenkammargrav      |              | Ryssby, Småland     |              | 56.874654, 14.244276 | 10074500550001 | Ladda upp en bild av detta fornminne      |
| Ryssby 62:1                       | Stensättning        |              | Ryssby, Småland     |              | 56.895281, 14.142568 | 10074500620001 | Ladda upp en bild av detta fornminne      |
| Ryssby 62:2                       | Stensättning        |              | Ryssby, Småland     |              | 56.895365, 14.142597 | 10074500620002 | Ladda upp en bild av detta fornminne      |
| Ryssby 63:1                       | Hällristning        |              | Ryssby, Småland     |              | 56.891459, 14.137705 | 10074500630001 | Ladda upp en bild av detta fornminne      |
| Ryssby 66:1                       | Stensättning        |              | Ryssby, Småland     |              | 56.895738, 14.146184 | 10074500660001 | Ladda upp en bild av detta fornminne      |
| Ryssby 77:1                       | Minnesmärke         |              | Ryssby, Småland     |              | 56.945663, 14.204823 | 10074500770001 | Ladda upp en bild av detta fornminne      |
| Ryssby 102:1                      | Röse                |              | Ryssby, Småland     |              | 56.812850, 14.256040 | 10074501020001 | Ladda upp en bild av detta fornminne      |
| Ryssby 103:1                      | Stenkammargrav      |              | Ryssby, Småland     |              | 56.824430, 14.212673 | 10074501030001 | Ladda upp en bild av detta fornminne      |
| Ryssby 108:1                      | Hällristning        |              | Ryssby, Småland     |              | 56.844072, 14.160222 | 10074501080001 | Ladda upp en bild av detta fornminne      |
| Ryssby 125:1                      | Lägenhetsbebyggelse |              | Ryssby, Småland     |              | 56.807774, 14.195528 | 10074501250001 | Ladda upp en bild av detta fornminne      |
| Ryssby 131:1                      | Lägenhetsbebyggelse |              | Ryssby, Småland     |              | 56.807283, 14.213148 | 10074501310001 | Ladda upp en bild av detta fornminne      |
| Ryssby 141:1                      | Hög                 |              | Ryssby, Småland     |              | 56.897260, 14.142822 | 10074501410001 | Ladda upp en bild av detta fornminne      |
| Ryssby 142:1                      | Gravfält            |              | Ryssby, Småland     |              | 56.854815, 14.157160 | 10074501420001 | Ladda upp en bild av detta fornminne      |